# Tapoga
Tapoga är ett arrondissement i kommunen Cobly i Benin. Den hade 7 278 invånare år 2002.